# Coats Group
Coats Group plc er en britisk multinational producent af sytråd, garn, osv. med hovedkvarter i Uxbridge, London. Virksomheden er verdens største producent af sytråd, og verden næststørste producent af lynlåse efter YKK. Virksomheden er registreret på London Stock Exchange og er en del af FTSE 250 Index.